# Chikkahonnudike, Tumkur
Chikkahonnudike là một làng thuộc tehsil Tumkur, huyện Tumkur, bang Karnataka, Ấn Độ.